# EQT Partners
EQT Partners er en svensk kapitalfond, der blev grundlagt i 1994 af Investor AB.
Fonden råder over en risikovillig kapital på 77 mia. euro og formelt set af en masse fonde, der har EQT-navnet til fælles.[kilde mangler]

## Virksomheder
Følgende virksomheder ejes helt eller delvist af EQT Partners. Ejerandel er angivet i parentes.
- ISS (55%)
- BTX Group (100%)
- Scandic Hotels (79%)
- Nordic Aviation Capital (51%)
- HusCompagniet (95%)
- Flying Tiger (butikskæde) of Copenhagen (100%)
- Top-Toy (Fætter BR, Toys "R" Us) (100%)
- Oterra (Chr. Hansen Natural Colors A/S)[2]
- Molslinjen